# Just Buried
Just Buried (Brasil: Um Negócio de Morte / Portugal: Acabados de Morrer) é um filme canadense de 2007. Foi escrito e dirigido por Chaz Thorne e estrelado por Jay Baruchel e Rose Byrne.

## Elenco
- Jay Baruchel - Oliver Whynacht
- Rose Byrne - Roberta Knickel
- Graham Greene - Henry Sanipass
- Nigel Bennett - Chief Knickle
- Sergio Di Zio - Jackie Whynacht
- Reagan Pasternak - Luanne
- Thomas Gibson - Charlie Richmond
- Brian Downey - Pickles